# عادل الدويري
عادل الدويري (وُلد في 16 نوفمبر 1963 في الرباط) سياسي مغربي ورجل أعمال ورأسمالي مستثمر.

## حياته
وُلد عادل الدويري في الرباط في 16 نوفمبر 1963، وقد حاز على شهادة الباكالوريا العملية (رياضيات فيزياء) سنة 1980، ثم التحق بالأقسام الإعدادية في الرياضيات العليا والرياضيات الخاصة بثانوية سان لويس بباريس (1981-1982)، بعدها أكمل دراسته في المدرسة الوطنية للقناطر والطرق ليحصل منها في 1985 على دبلوم مهندس مدني في القناطر والطرق. ويهتم بمجال التطوير المؤسساتي للأسواق المالية المغربية.
مهنياً، شغل عادل الدويري العديد من المناصب خلال مساره بما في ذلك إدارة صناديق الاستثمار ببنك الأعمال الأوروبي «باريبا» في الفترة من 1986 إلى 1992، بحيث كان مختصاً في الاستثمارات في الولايات المتحدة. فضلاً عن كونه من المؤسسين لأول بنك أعمال في المغرب «الدار البيضاء فايننس ڭروب» (مجموعة سي إف جي (CFG) حالياً). كما أنه عمل رئيساً لمجلس المراقبة لنفس المجموعة إلى 7 نوفمبر 2002، وهو أحد المساهمين فيها ومن أعضاء مجلس إدارتها، ورئيسها منذ 24 سبتمبر 2015.
سياسياً، يُعتبر عادل الدويري عضواً في اللجنة التنفيذية لحزب الاستقلال. وهو مؤسس ورئيس رابطة الاقتصاديين الاستقلاليين. كما سبق له أن كان عضواً بمجموعة التفكير (G14) 1996 إلى 1999 التي أنشئت من قبل الملك الحسن الثاني. وعضو سابق أيضاً في المكتب التنفيذي للاتحاد العام لمقاولات المغرب ورئيس سابق لهيئته الاقتصادية والمالية. شارك عادل الدويري في إنشاء مؤسسة «أكاديميا» للتفوق والاستحقاق في 1997، لمساعدة الطلاب ذوي الحالة المادية الضعيفة، من أجل الدراسة في أكبر الجامعات والمدارس العالمية. وقد شغل منصب رئيس لها من 1999 إلى 2001. وفي نوفمبر 2002، عُيِّن وزيراً للسياحة من قبل الملك محمد السادس، ثم في يونيو 2004، وزيراً للسياحة والصناعة التقليدية والاقتصاد الاجتماعي. ويُعد منذ 2008، مستثمراً ومسيراً لشركة الاستثمارات «موتا نديس» والتي تهدف إلى شراء مقاولات صناعية مغربية من أجل تسريع وتطوير نموها. وهو كذلك عضو مجلس الإدارة للعديد من الشركات المدرجة في البورصة، أو ذات الرأسمال الخاص، بما في ذلك البنك المغربي للتجارة الخارجية وشركة الإسمنت الرائدة (HOLCIM MAROC).